# Prisioneiro de consciência

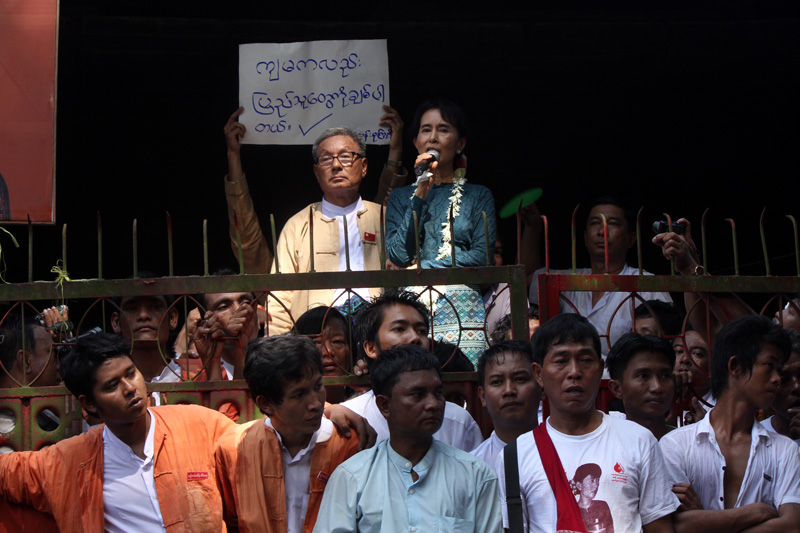
Aung San Suu Kyi, prisioneira de consciência reconhecida pela Anistia Internacional (1989-1995, 2000-2002 e 2003-2010).

Prisioneiro de consciência (abreviadamente, POC, do inglês prisoner of conscience) é um termo cunhado por Peter Benenson em seu artigo de  28 de maio  de 1961, "The Forgotten Prisoners" ("Os Prisioneiros Esquecidos"), publicado no jornal londrino The Observer. A expressão, geralmente associada à organização de direitos humanos Anistia Internacional (AI), referia-se inicialmente a pessoas presas em consequência da expressão não violenta de suas ideias, convicções, crenças ou ideologia. Posteriormente, o conceito adotado pela AI foi ampliado, passando a incluir as pessoas encarceradas em razão de sua raça ou etnia,  religião ou orientação sexual.

## Definição
O artigo "Os Prisioneiros Esquecidos", de Peter Benenson, publicado em The Observer de 28 de maio de 1961, lançou a campanha "Apelo pela Anistia 1961"  e definiu pela primeira vez o conceito de prisioneiro de consciência.
| “ | Qualquer pessoa que está fisicamente impedida (com pena de prisão ou não) de expressar (em forma de palavras ou símbolos) qualquer opinião que honestamente tenha e que não defenda ou tolere a violência pessoal. Nós também excluímos aquelas pessoas que conspiram com um governo estrangeiro para derrubar o seu próprio governo. | ” |

O objetivo principal da campanha, fundada pelo advogado inglês Peter Benenson e por um pequeno grupo de escritores, acadêmicos e advogados, era identificar prisioneiros de consciência em todo o mundo e depois criar uma campanha para a sua libertação. No início de 1962, a campanha recebeu o apoio público suficiente para se tornar uma organização permanente e foi rebatizada de Anistia Internacional.
Pela lei britânica, a Anistia Internacional foi classificada como uma organização política e, portanto, excluída do estatuto de entidade filantrópica isenta de impostos. Para contornar isso, o "Fundo para os perseguidos" foi criado em 1962 para receber doações destinadas a apoiar os presos e suas famílias. O nome foi mudado mais tarde para os "Prisoners of Conscience Appeal Fund" e é atualmente uma entidade filantrópica separada e independente que fornece assistência e subsídios a prisioneiros de consciência no Reino Unido e de todo o mundo.
A Anistia Internacional pressiona os governos  a liberarem as pessoas que considera prisioneiros de consciência. Os governos, por outro lado, tendem a negar que os prisioneiros identificados pela Anistia Internacional  estejam presos pelos motivos alegados pela AI e a afirmar que essas pessoas representam real ameaça  à segurança dos seus países.
A expressão é amplamente utilizada em discussões políticas para descrever um prisioneiro político, com ou sem apoio da Anistia Internacional, embora prisioneiro de consciência e prisioneiro político  tenham escopo e definição diferentes.

## Em Portugal
A médica Maria Julieta Guimarães Gandra (1917-2007), militante  anticolonialista, antifascista, comunista, feminista e lutadora pela independência de Angola, foi declarada “Prisioneira de Consciência de 1964”, distinção atribuída pela primeira vez a um português. Isto permitiu a libertação condicional da médica, após um grande movimento internacional.